# Alonso de Covarrubias

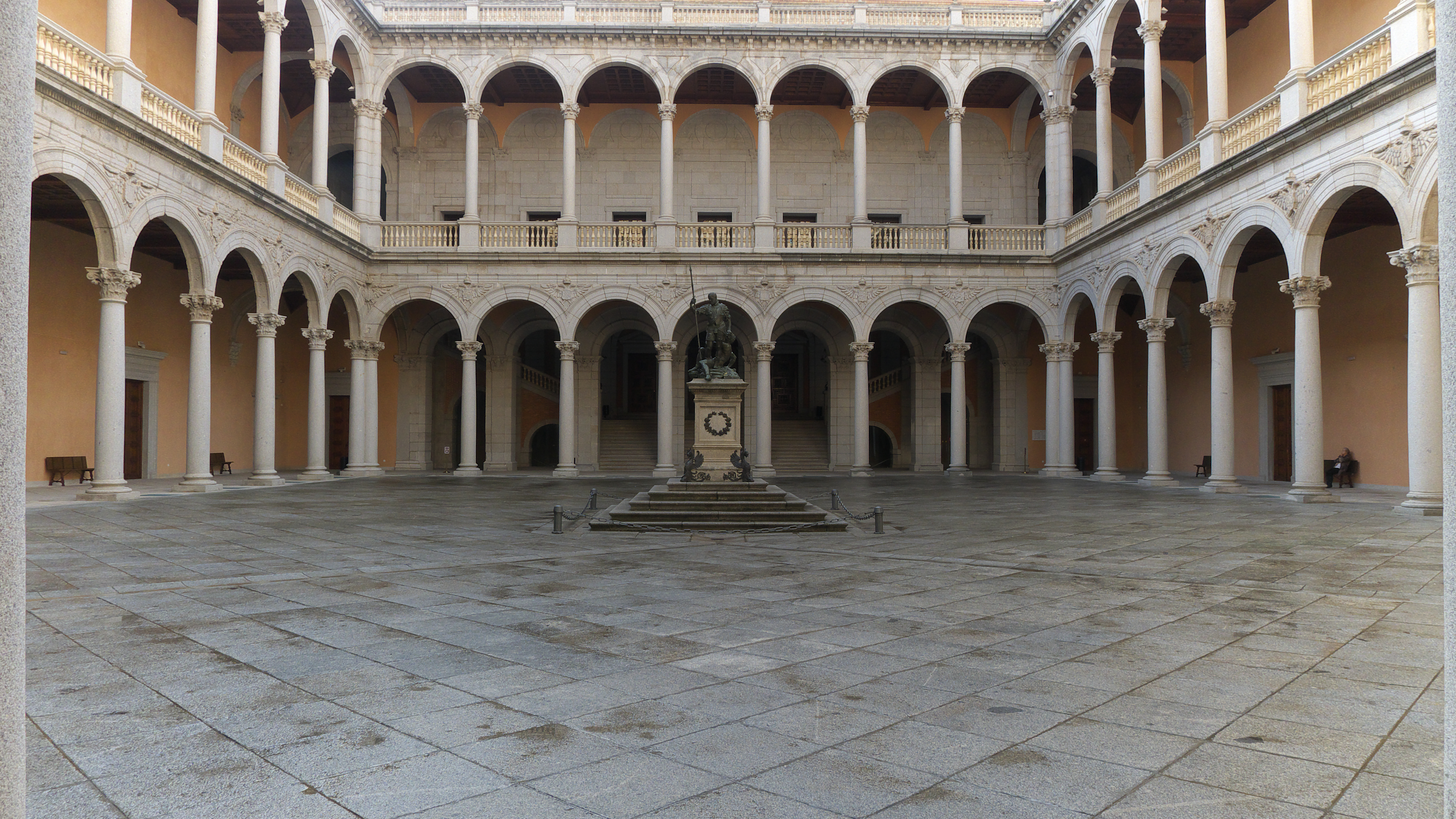
Pati de l'Alcàsser de Toledo reformat segons projecte de Covarrubias

Alonso de Covarrubias (Torrijos, 1488-1570) fou un arquitecte i escultor castellà.
Era fill de Sebastián Martínez de Covarrubias i Maria Gutiérrez de Leyva. El seu pare era un famós brodador de Gerindote i la seva mare era natural d'aquesta petita població. Segons les investigacions de García Rey, que va ser el primer que va donar amb el lloc del seu naixement, Covarrubias va néixer a Torrijos el 1488. El 1510 Covarrubias es va casar amb Maria Gutiérrez de Egas, filla de Miguel Sánchez i Margarita Gutiérrez. L'informador el senyor Pedro de Carvajal, dona aquesta dada i a més a més aclareix que l'esposa de Covarrubias "neboda o neta" de l'arquitecte Antón Egas. Pel que no hi ha res clar respecte al seu parentiu.
La seva primera formació la rep d'Antón Egas a la ciutat de Toledo. Per aquests primers anys de la seva vida es va relacionar a Torrijos amb Antón i Enrique Egas, així com amb Juan Guas, dels qui rebria els coneixements per endinsar-se en el món de l'art. També per aquests primers anys va marxar a Salamanca per aconsellar sobre la localització que es donaria a la nova catedral que es pensava construir. Vol dir que ja tenia un prestigi en el món de l'arquitectura. El mateix any del seu casament, 1510, apareix treballant com escultor, a l'església de Sant Andreu (Toledo), en l'execució dels sepulcres d'Alonso i Mariana de Rojas de factura tardogòtica. Des d'aquesta obra abandona l'òrbita tardogòtica, per inclinar-se per la profusió ornamental, el contacte amb l'escola de Sigüenza (Guadalajara) o els treballs dels artistes de l'Hospital de la Santa Cruz (Toledo), el va induir el canvi. El cert és que el 1514 col·labora amb Enrique Egas a l'hospital toledà i que entre 1515 i 1517, va anar diverses vegades a Sigüenza on va rebre la influència de Francisco de Baeza i en va executar dos de les seves obres més recarregades en ornaments: el retaule de Santa Librada i la tomba del bisbe Fadrique de Portugal, al creuer de la Catedral de Sigüenza.